# Anilios diversus
Espèce
Synonymes
- Typhlops diversus Waite, 1894
- Austrotyphlops diversus (Waite, 1894)
- Ramphotyphlops diversus (Waite, 1894)

Anilios diversus est une espèce de serpents de la famille des Typhlopidae. 

## Répartition
Cette espèce est endémique d'Australie. Elle se rencontre au Queensland, dans le Territoire du Nord et en Australie-Occidentale.

## Description
L'holotype d'Anilios diversus mesure 212 mm dont 4 mm pour la queue, le diamètre au milieu du corps est de 3,2 mm.

## Publication originale
- Waite, 1894 : Notes on Australian Typhlopidae. Proceedings of the Linnean Society of New South Wales, sér. 2, vol. 9, p. 9-14 (texte intégral).